# كأس المكسيك 1945–46
كأس المكسيك 1945–46 (بالإسبانية: Copa México 1945-46)‏ هو الموسم 30 من كأس المكسيك. أشرف على تنظيمه اتحاد المكسيك لكرة القدم، وكان عدد الأندية المشاركة فيه 16، وفاز فيه نادي أطلس.